# Notker
Notker iz Sant Gallena, tudi Notker Balbulus, benediktinski menih, pesnik in glasbenik, * okrog 840, † 912, St. Gallen, Švica.
Znan je po iznajdbi sekvenčne poezije, ki je služila kot mnemonični pripomoček pri pomnenju pétih višin tonov.

## Dela
- Liber Hymnoorum
- Gesta Caroli Magni (Življenje Karla Velikega)